# Pavage triangulaire allongé
Le pavage triangulaire allongé est, en géométrie, un pavage semi-régulier du plan euclidien, constitué de triangles équilatéraux et de carrés.